# Gueto de Sosnowiec
El gueto de Sosnowiec (en alemán: Ghetto von Sosnowitz) fue un gueto de la Segunda Guerra Mundial creado por las autoridades nazis alemanas para los judíos polacos en el distrito de Środula, Sosnowiec en la provincia de Alta Silesia. Durante el Holocausto en Polonia, la mayoría de los reclusos, estimados en más de 35,000 hombres, mujeres y niños judíos, fueron deportados al campo de exterminio de Auschwitz a bordo de trenes del Holocausto siguiendo redadas que duraron desde junio hasta agosto de 1943. El Ghetto fue liquidado durante un levantamiento, un acto final de desafío de su Organización Żydowska Organizacja Bojowa
(ŻOB) compuesta por jóvenes. La mayoría de los combatientes judíos perecieron.
El gueto de Sosnowiec formó una sola unidad administrativa con el gueto de Będzin, porque ambas ciudades son parte de la misma área metropolitana de Zagłębie Dąbrowskie. Antes de las deportaciones, los judíos de los dos guetos compartían el huerto "Farma" asignado a la juventud sionista por el Judenrat.

## Historia
Antes de la guerra, había alrededor de 30 000 judíos en Sosnowiec, que representaban aproximadamente el 20% de la población de la ciudad. Durante los siguientes dos años, los alemanes reasentaron a miles de judíos de las ciudades más pequeñas en Sosnowiec, aumentando temporalmente el tamaño de la comunidad judía local a 45 000. A finales de 1942, Będzin y la cercana Sosnowiec (que limitaba con Będzin) se convirtieron en las dos únicas ciudades de la región de Zagłębie Dąbrowskie que todavía estaban habitadas por judíos.
La ciudad, situada en la frontera germano-polaca de antes de la guerra, fue tomada por los alemanes en el primer día de la invasión de Polonia. Las detenciones y golpizas de los judíos más prominentes comenzaron a la mañana siguiente. El 9 de septiembre de 1939, la Gran Sinagoga de Sosnowiec fue incendiada. Los judíos locales fueron expulsados de sus hogares y atemorizados en las calles. Las empresas judías fueron saqueadas por soldados individualmente, y cerradas por los nazis en espera de un proceso de confiscación. Los disparos y las primeras ejecuciones masivas siguieron poco después. Las reubicaciones forzadas en viviendas atestadas lentamente crearon un gueto.
La Judenrat y la policía judía pronto se establecieron bajo órdenes alemanas; el jefe del Judenrat de Sosnowiec era Mojżesz Merin. Se introdujo el racionamiento de alimentos. A los judíos se les prohibió comprar cualquier cosa fuera de su propia comunidad. En los primeros meses de 1940 se creó en Sosnowiec, la Zentrale der Jüdischen Ältestenräte en Oberschlesien (Oficina Central de los Consejos Judíos de Ancianos en la Alta Silesia), dirigida por Merin, que representa a unas 45 comunidades. Durante un tiempo, Merin se hizo infame como el dictador de los judíos de la región de Zagłębie Dąbrowskie, con el poder de la vida y la muerte sobre los judíos locales. Se estableció un campo de trabajo para los judíos deportados a Sosnowiec de Checoslovaquia para trabajar en la fábrica de los hermanos Shine. Se establecieron numerosas instalaciones de trabajo forzado para los locales; hacer uniformes, ropa interior, corsés, bolsos, bolsos de cuero y botas militares. En 1940 llegaron a la ciudad unos 2592 alemanes que aprovecharon la guerra. En 1942, su número aumentó a 10 749 colonos, constituyendo el 10% de la población general.
Desde que se estableció el ghetto, los alemanes organizaron numerosas acciones de deportación con la ayuda de Judenrat y Merin, seleccionando hombres sanos para el trabajo esclavo en los campos. Grandes transferencias de judíos participaron en mayo (1,500) y junio de 1942 (2,000). Alrededor de octubre de 1942 - enero de 1943, el gueto fue trasladado al distrito de Środula. Środula también bordeaba el sitio del gueto de Będzin. En este punto, alrededor de 13 000 judíos todavía vivían en Sosnowiec. La creación del gueto de Sosnowiec terminó el 10 de marzo de 1943, cuando finalmente se cerró del mundo exterior.
Miles de judíos fueron deportados de Sosnowiec a Auschwitz en junio de 1943 durante la importante acción de deportación que se extendió a la cercana Będzin. El gueto fue liquidado dos meses después en agosto, mientras que casi todos los judíos restantes también fueron deportados a Auschwitz. Unos pocos cientos de judíos permanecieron en el gueto de Środula, que fue liquidado en enero de 1944.

Como muestran los relatos judíos, las diversas fases de la liquidación del gran gueto de Sosnowiec, que albergaba a 40.000 judíos, fueron llevadas a cabo en su mayor parte por el consejo judío (Judenrat), encabezado por Mojżesz Merin, y la policía judía, sin ninguna participación polaca. Los alemanes también emplearon una red de agentes e informadores judíos, tanto dentro como fuera del ghetto. No había una fuerza de policía polaca en esta parte de la Polonia ocupada (llamada Zagłębie o Alta Silesia del Este), que se incorporó directamente al Reich alemán. — Prof. Timothy D. Snyder

### El levantamiento

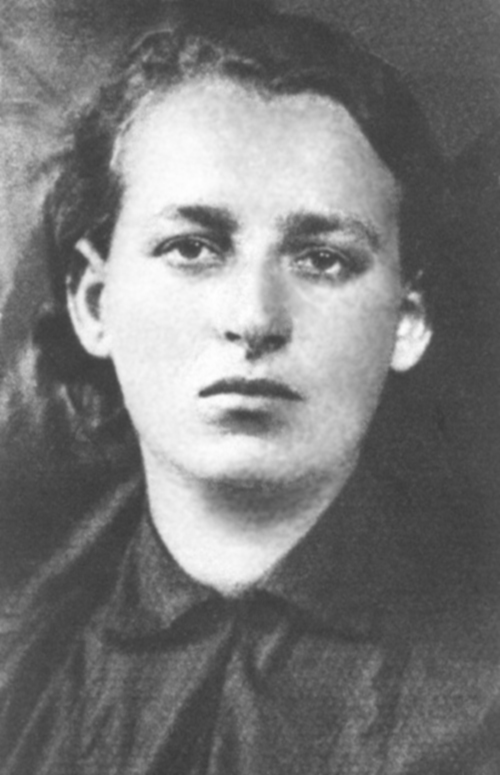
Frumka Płotnicka, de 29 años, dirigió el levantamiento en el gueto de Będzin adyacente a Sosnowiec

Hubo una considerable actividad clandestina entre los judíos del gueto de Sosnowiec y Będzin, organizada por las organizaciones juveniles Ha-No'ar ha-Ziyyoni, Gordonia y Ha-Shomer ha-Za'ir. Durante la última gran ofensiva de deportación en agosto de 1943, la Organización de combate judía (en polaco: Żydowska Organizacja Bojowa, ŻOB) en Będzin y Sosnowiec se organizó un levantamiento contra los alemanes. El levantamiento, que comenzó el 3 de agosto de 1943, fue dirigido por Cwi (Tzvi) Brandes, Frumka Płotnicka y los hermanos Kożuch. Fue el acto final de desafío a la población local sin posibilidades de éxito. La mayoría de los jóvenes combatientes judíos perecieron (400 muertos en combate), luchando contra las abrumadoras fuerzas alemanas. El último transporte del Holocausto a Auschwitz-Birkenau con judíos obligados a enterrar a los muertos, dejó Sosnowiec el 15 de enero de 1944.
La resistencia de los habitantes del gueto es conmemorada por una de las calles de Sosnowiec, que lleva el nombre de "Calle de los Héroes del Gueto" (Ul. Bohaterów Getta).

## Rescate del holocausto
A lo largo de la ocupación alemana, una de las misiones de rescate de mayor alcance en Sosnowiec fue intentada por el convento católico de monjas carmelitas dirigido por la madre Teresa Kierocińska, galardonado con la medalla de los justos 46 años después de su muerte. Ella fue declarada "heroica en virtud" por el Papa Francisco en 2013. Las Hermanas Carmelitas aperturaron un orfanato en el monasterio. Entregaron pan gratuito a judíos escondidos, enviaron paquetes de comida a Auschwitz y rescataron a niños judíos escondiéndolos con nombres falsos entre los huérfanos cristianos. El convento fue frecuentemente inspeccionado por la Gestapo bajo sospecha de actividades ilegales.
Durante la liquidación de Ghetto, Danuta Szwarcbaum-Bachmajer escapó con su nuevo bebé y fue rescatada por la pareja Chawiński. Szloma Szpringer con su hijo Wolf, de 5 años, fue rescatado por Pelagia Huczak (posteriormente reconocida como Justa entre las Naciones), quien pagó por su mantenimiento, y se casó con Szloma en 1947.  Adela Zawadzka escapó con su hija de 3 años y su hermana Rozia Zawadzka. de la deportación de 1943 y fueron rescatados por Józefa Hankus y su hermana Rozalia Porębska, quienes les obtuvieron documentos falsos de la clandestinidad polaca; Rozia usó su Kennkarte falso para sacar a su prometido Elek Jakubowicz del campo, ayudado por Johan Brys, un ferroviario. Rozalia Porębska los protegió a los dos y ayudó a muchos otros judíos de Sosnowiec también. Adela presentó su disposición a Yad Vashem en 1981. Mosze Kokotek, cuya esposa Brandla fue asesinada por los alemanes, escapó del gueto con su hija Felicja de 9 años y se quedó con los polacos en la zona aria hasta 1944. Dejaron la ciudad juntos después de Sosnowiec, que se convirtió en Judenfrei. La pequeña Felicja fue acogida por Leokadia Statnik (Pessel) en Ochojec, cerca de Katowice. Mosze los dejó allí, y pereció, pero su hija creció bajo el cuidado de Leokadia, y en 1957 emigró a Israel. Otra niña, Zofia Goldman, rescatada por Maria Suszczewicz, fue reclamada por su padre Henryk, quien sobrevivió, y se fue con él a Australia.
Seis judíos fueron amparados durante dos años desde 1943 hasta la llegada de los soviéticos en 1945 por Maria Sitko y su hija Wanda Sitko-Gelbhart, incluyendo a Fela Kac y su tía Fryda, Heniek Mandelbaum, Jerzy Feder, así como a Felicja y Leon Weintraub. Compartieron un pequeño apartamento que consistía en una habitación con una cocina y un vestíbulo con la puerta que da al pasillo. Fryda junto a Fela escaparon de un tren del Holocausto. Durante los registros policiales, los judíos allí acogidos solían descender a dos refugios construidos por los hombres bajo los pisos, por lo que las mujeres Sitko podían pretender que no albergaban fugitivos, lo que conllevaba la pena de muerte en aquellos días. Wanda Sitko robó una tarjeta de identidad mientras visitaba la estación de policía, y se la dio a Jerzy Feder, lo que le permitió salir con ella para obtener las necesidades de la vida en el lado ario de la ciudad. Todos los judíos sobrevivieron al Holocausto. Treinta años después, en 1986, después de la muerte de su madre, Wanda Sitko-Gelbhart recibió una carta de los supervivientes que decía: "Tú y tu madre a riesgo de sus vidas hicieron cosas imposibles y grandiosas, todo esto sin interés, actuando solo desde el corazón , que en ese momento era verdaderamente heroico".